# سرپاور قلاب‌دست

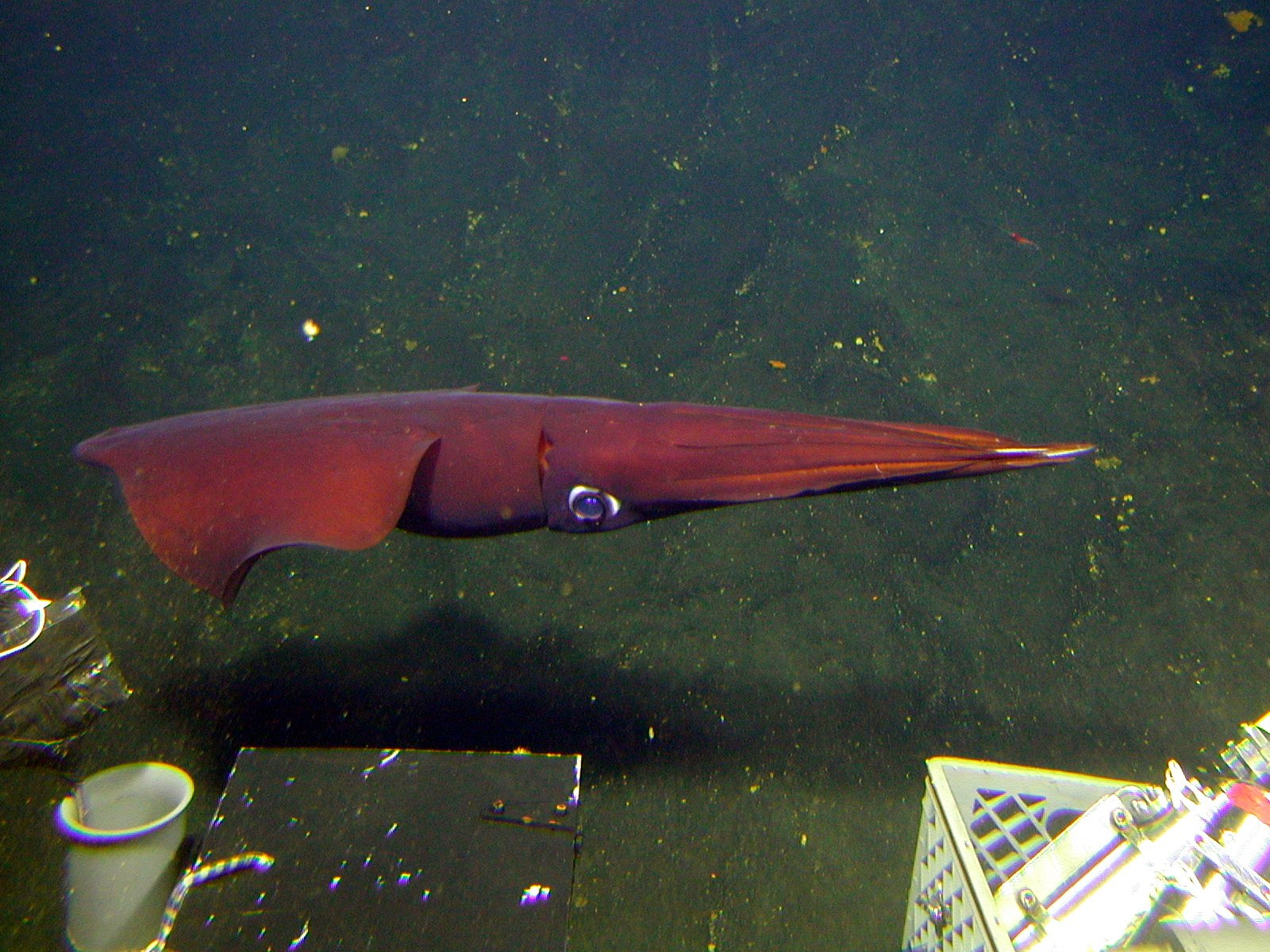
مرکب دریای عمیق

سرپاورهای قلاب‌دست (Gonatidae) خانواده‌ای از سرپاورها هستند. این خانواده حدود ۱۹ گونه در ۳ سرده دارد.